# اوروا
اوروا (به ترکی آذربایجانی: Urva) یک منطقه مسکونی در جمهوری آذربایجان است که در شهرستان قوسار واقع شده‌است. اوروا ۲۴۷۲ نفر جمعیت دارد. دهستان اوروا شامل روستاهای اوروا و اوروا اوبا است.